# Castello di Threave
Il castello di Threave, collocato nei pressi del Fiume Dee non lontano dalla città di Castle Douglas nella regione di Dumfries e Galloway, il castello fu una delle dimore dei Black Douglas dal tardo XIV fino alla loro caduta nel 1455.

## Storia
Il castello sorge su un isolotto probabilmente abitato fin dal VI secolo ed il suo nome deriva probabilmente dal gallese antico Tref che significa fattoria. È possibile che Fergus di Galloway vi abbia costruito un castello di legno attorno all'anno 1000, ma che questi sia stato poi bruciato da Edward Bruce nel 1318.
Il castello così come lo si vede oggi fu costruito nel decennio del 1370 da Archibald Douglas che divenne poi terzo conte di Douglas e che era stato nominato Signore di Galloway nel 1396.
Un piccolo complesso di edifici venne creato intorno al mastio centrale, fra cui una cappella e un salone. Il castello di Threave divenne la fortezza di Archibald che qui morì nel 1400, suo figlio Archibald Douglas, IV conte di Douglas divenne genero di Roberto III di Scozia sposandone la figlia Margaret (morta fra il 1450 e il 1456).
Il maniero seguì la sorte della famiglia Douglas la cui fortuna salì quando Archibald Douglas, V conte di Douglas venne nominato reggente nel 1437 per il giovanissimo Giacomo II di Scozia.
Archibald morì nel 1439 e il grande potere che la famiglia aveva raggiunto finì nelle mani del suo primogenito, il sedicenne William Douglas, VI conte di Douglas (1424circa-24 novembre 1440) che venne assassinato nel 1440 insieme al fratello David al castello di Edimburgo per ordine del re che riteneva i Douglas tanto potenti da essere pericolosi.
Threave, insieme alla Signoria di Galloway, passò così a sua sorella Margaret Douglas (prima del 1435-1475circa) che sposò il cugino William Douglas, che divenne l'ottavo conte in modo che il castello rimanesse in seno alla famiglia.
William cominciò una serie di lavori nel 1447, volti a migliorarne la fortificazione, che portarono alla demolizione degli edifici più vecchi e alla costruzione di mura difensive poste sul lato del maschio più vicino alle rive del fiume.
Attorno al 1452 nel castello trovò la morte Patrick Mclellan di Bombie, sceriffo del Galloway che si era rifiutato di allearsi con William e altri nobili in una cospirazione contro il re. I conti vennero pareggiati in quello stesso anno quando Giacomo uccise William presso il castello di Stirling.
Il contado passò a suo fratello James Douglas, IX conte di Douglas (1426-1488) che, alacremente, continuò i lavori iniziati da William, venne così innalzata una cinta muraria con tre torri di guardia e un corpo di guardia oltre a un fossato esterno.
Dopo l'omicidio del fratello James iniziò a intrattenere rapporti con gli inglesi e ricevette del denaro dal governo di Enrico VI d'Inghilterra perché continuassero i lavori di fortificazione.
Alla fine James si rivoltò contro Giacomo, ma la sua ribellione venne stroncata alla battaglia di Arkinholm del 1º maggio 1455 e tutte le sue proprietà vennero sistematicamente poste sotto assedio. In quello stesso anno anche Threave venne assediato e resistette per due mesi cadendo solo quando la guarnigione venne corrotta con la promessa di un salvacondotto.
Una volta preso Threave divenne parte dei beni della corona e venne nominata tutta una serie di custodi anche se è improbabile che fosse ancora usato come residenza. Nel 1513 Robert Maxwell, V Lord Maxwell ne fu nominato custode a seguito della morte del precedente, John Dumbar di Mochrum, avvenuta alla battaglia di Flodden Field e dal 1526 tale posizione divenne ereditaria per i membri della famiglia Maxwell che vennero insigniti poi del contado di Nithsdale.
Nel 1542 uno dei tanti Robert Maxwell venne catturato alla battaglia di Solway Moss e fu costretto a donarlo agli inglesi e tornò alla Scozia solo nel 1545 per opera di James Hamilton.
Durante le guerre dei Vescovi i Maxwell appoggiarono l'esercito di Carlo I d'Inghilterra, nel castello fu posta una guarnigione di circa 100 uomini, i Covenanti lo posero sotto assedio ed esso capitolò dopo 13 settimane di assedio. In seguito alla presa l'edificio venne in parte demolito, anche se il maschio rimase intatto.
Durante le guerre napoleoniche il castello venne brevemente usato come prigione per i prigionieri di guerra e nel 1913 il proprietario Edward Gordon lo passò allo Stato e il castello è sotto la tutela dell'Historic Scotland.
Il castello, visitabile, è raggiungibile tramite una barca.

## Caratteristiche
Il maschio è una struttura di circa 21 metri che una volta si raggiungeva tramite un ponte semovente che dal corpo di guardia portava al primo piano, questo piano, a volta, era occupato dalle cucine. Sotto c'era uno scantinato con un pozzo e una prigione, una scala a chiocciola si snodava lungo le spesse mura e portava alla grande sala che aveva un secondo ponte di accesso dal corpo di guardia superiore. Sopra di essa c'erano due piani con pavimenti di legno, ora mancanti, con, rispettivamente, i magazzini e al livello più alto le stanze della servitù.
Il maschio era attorniato da una cinta muraria che contava di tre torri, una per ogni lato, con una serie di feritoie per gli arcieri o di postazioni per posizionare l'artiglieria costruite quando questo tipo di armi cominciò a giocare un certo ruolo nelle azioni di guerra.
Di queste torri ne rimane solo una, quella di sud-ovest, insieme al corpo di guardia che era dotato di un ponte levatoio. Le mura di cinta sono a poco più di 4 metri dal maschio e una volta erano circondate da un fossato con acqua, mentre ad ovest il maschio era circondato dal fiume. Ad oggi sopravvive solo un pezzo della cinta, vicino alla riva del Dee. Un piccolo porto venne costruito per offrire un'alternativa via d'accesso sicura al castello, mentre a nord solo la riva del fiume proteggeva il castello a causa del terreno estremamente paludoso che doveva scoraggiare la maggior parte degli invasori.